# Pusiola roscidella
Pusiola roscidella là một loài bướm đêm thuộc phân họ Arctiinae, họ Erebidae.